# Karl Allmenröder (Jagdflieger)

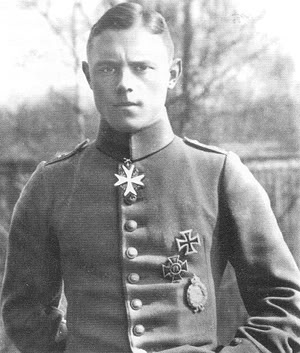
Allmenröder mit dem Pour le Mérite (Fotomontage)

Karl Allmenröder

Karl Allmenröder (* 3. Mai 1896 in Wald; † 27. Juni 1917 bei Zillebeke in Westflandern) war ein deutscher Jagdflieger des Ersten Weltkriegs.

## Leben
Der Sohn eines Pfarrers war Medizinstudent in Marburg und seit 1914 Mitglied des Corps Teutonia Marburg. Mit Beginn des Ersten Weltkriegs trat Allmenröder als Fahnenjunker in das Ostfriesische Feldartillerie-Regiment Nr. 62 der Preußischen Armee ein. Gemeinsam mit seinem Bruder ließ er sich im März 1916 zur Fliegertruppe versetzen und erhielt eine Ausbildung an der Fliegerschule Halberstadt.
Unter dem Kommando Manfred von Richthofens diente Leutnant Allmenröder ab November 1916 in der auf alliierter Seite als „Flying Circus“ bekannten Jagdstaffel Jasta 11. Am 16. Februar 1917 kam er zu seinem ersten Luftsieg und hatte bis zum 20. Mai bereits zwanzig Abschüsse zu verzeichnen. Am 25. Juni gelang ihm sein dreißigster (und letzter bestätigter) Abschuss, als er die Sopwith Triplane des kanadischen Royal-Air-Force-Piloten Gerald Nash abschoss; der als Fliegerass geltende Nash überlebte und geriet in deutsche Kriegsgefangenschaft.
Als Richthofen im Juni 1917 das Kommando über das neue, aus den Jagdstaffeln 4, 6, 10 und 11 zusammengesetzte Jagdgeschwader 1 übernahm, übergab er die Führung der Jasta 11 kommissarisch an Allmenröder. Im selben Monat wurde dieser im Luftkampf mit Raymond Collishaw in der Nähe des westflandrischen Zillebeke getötet.
Für seine militärischen Leistungen wurde Allmenröder unter anderem mit beiden Klassen des Eisernen Kreuzes, dem Ritterkreuz des Königlichen Hausordens von Hohenzollern mit Schwertern und der höchsten preußischen Tapferkeitsauszeichnung, dem Orden Pour le Mérite , ausgezeichnet.
Sein Grab befindet sich in seiner Heimatstadt Wald, heute Solingen-Wald, auf dem Friedhof Wiedenkamper Straße. Sein Bruder Wilhelm (1894–1969), der selber bis zu einer schweren Verwundung im Mai 1917 Jagdflieger war, heiratete seine Verlobte Helene Kortenbach (1900–2000) in Marquartstein.
Sein Name und sein Ruf als „Kriegsheld“ wurde für Propagandazwecke durch die Nationalsozialisten verwendet. Nach Allmenröder benannte Straßen wurden aus diesem Grund nach dem Zweiten Weltkrieg wieder umbenannt. Die Marburger SC-Kameradschaft im Nationalsozialistischen Deutschen Studentenbund trug seinen Namen.